# Raabs an der Thaya
Raabs an der Thaya là một đô thị with 3,114 inhabitants in Waidhofen an der Thaya (district) in the Waldviertel of Niederösterreich, near the Áon border with the Cộng hòa Séc.